# Molobratia triangulata
Molobratia triangulata är en tvåvingeart som beskrevs av Haupt och Azuma 1998. Molobratia triangulata ingår i släktet Molobratia och familjen rovflugor. Inga underarter finns listade i Catalogue of Life.